# NATO-ovo bombardiranje SRJ
Operacija Saveznička sila, Operacija Allied Force ili NATO-vo bombardiranje Savezne Republike Jugoslavije (engleski: Operation Allied Force; ) trajalo je od 24. ožujka do 10. lipnja 1999. godine i dio je Rata na Kosovu 1996. – 1999. To je bilo drugo važnije vojno uplitanje NATO-a nakon bombardiranja bosanskih Srba u operaciji Namjerna sila 1995. i najveći vojni sukob na prostoru Srbije i Crne Gore od vremena Drugog svjetskog rata.
NATO je 24. ožujka 1999. godine u 19:45 počeo zračne napade na vojne ciljeve u SRJ da bi se kasnije udari proširili i na gospodarske i civilne objekte. U napadima koji su bez prekida trajali 78 dana teško su oštećeni infrastruktura, gospodarski objekti, škole, zdravstvene ustanove, medijske kuće, spomenici kulture, crkve i manastiri. Ekonomski stručnjaci iz Grupe-17 procijenili su štetu na oko 30 milijardi dolara. 
Fond za humanitarno pravo je 2014. godine objavio poimenični popis žrtava koje su stradale od posljedica NATO bombardiranja Savezne Republike Jugoslavije. Prema ovom popisu, u NATO napadima život je izgubilo ukupno 754 ljudi, i to 454 civila i 300 pripadnika oružanih snaga. Među civilima je 207 srpske i crnogorske nacionalnosti, 219 civila Albanaca, 14 Romskih civila i 14 drugih nacionalnosti. Ukupno je stradalo 274 pripadnika VJ/MUP, i 26 pripadnika Oslobodilačke vojske Kosova (OVK).
Napadi su završeni 10. lipnja, nakon potpisivanja vojno-tehničkog sporazuma o povlačenju jugoslavenske vojske i policije s Kosova i Metohije.

## Međunarodne reakcije na rat na Kosovu
15. lipnja 1998. EU je proširila gospodarske sankcije protiv Beograda zbog srpskih operacija na Kosovu, uvodeći zabranu komercijalnih letova jugoslavenskih zračnih kompanija u svih 15 zemalja članica EU-a. Svrha je te zabrane, koja je objavljena na summitu čelnika EU-a u Cardiffu, pojačati gospodarski pritisak na Slobodana Miloševića, dok NATO istodobno jača vojni pritisak održavanjem zračnih vojnih vježbi iznad Albanije i Makedonije. Čelnici EU-a u svojoj su izjavi o Kosovu pozvali Miloševića da prekine vojne napade na civile, povuče svoje snage, dopusti pristup međunarodnim promatračima, omogući povratak izbjeglicama i počne politički dijalog s predstavnicima kosovskih Albanaca. Također su dodali kako su „učinjene pogreške na obje strane“. Trenutačan prekid nasilja zahtijevat će se i od kosovskih Albanaca, navodi se u izjavi. „Strpljenje međunarodne zajednice prema Beogradu je pri kraju“, rekao je britanski ministar za obranu George Robertson. Albanija je osobito oštro reagirala na stanje: „Duboko smo uvjereni da je genocid koji provode srbijanske vlasti na Kosovu posljedica institucionalizirane politike genocida i državnog terorizma koji se provodi pomoću vojnog, paravojnog i policijskog mehanizma protiv kosovskih Albanaca“, izjavio je albanski ministar vanjskih poslova Paskal Milo na konferenciji UN-a. „Otpor koji pruža albansko stanovništvo u samoobrani od takve politike ne može se nazvati terorizmom“.
Japanska je vlada također objavila da je odlučila zamrznuti srbijansku i jugoslavensku imovinu u toj zemlji, kao dio međunarodnog pritiska na Beograd radi zaustavljanja nasilja na Kosovu. Japan je također zabranio davanje izvoznih kredita Jugoslaviji i izdavanje viza jugoslavenskim i srbijanskim dužnosnicima koji sudjeluju u represiji na Kosovu.
Milošević je pristao u ljeto 1998. ispuniti vecinu zahtjeva koje su svjetske sile postavile kako bi se okončalo krvoproliće na Kosovu, ali je rekao da će svoje postrojbe povući iz te pokrajine samo nakon prestanka terorizma. Njegova obećanja su objavljena u zajedničkom priopćenju s ruskim predsjednikom Borisom Jeljcinom nakon razgovora u Moskvi, međutim eskalacija nasilja na Kosovu i dalje se nastavila.
8. listopada 1998., istodobno s vojnim pripremama, NATO savez je nastavio s pokušajem postizanja suglasnosti oko pravnog temelja za moguću intervenciju, jer unutar samog saveza postojala su različita stajališta glede tog problema. Jedna opcija bila je dobiti odobrenja UN-a za vojnu intervenciju, no nakon prijetnje Rusije, stalne članice Vijeća sigurnosti, da će sigurno staviti veto, glavne članice NATO-a odustale su od moguće nove rezolucije koja bi izričito odobrila uporabu sile, iako su je London i Pariz označili poželjnom. Francuska, SAD i Velika Britanija zaključile su da NATO smije intervenirati na Kosovu i bez nove rezolucije, a unatoč prvotnom protivljenju tom su se stajalištu ubrzo pridružile i Španjolska i Belgija. Njemačka, Italija, Danska i neke druge zemlje još su se pak neko vrijeme dvoumile oko odluke.
I dok se u NATO-u polako postizala jednoglasna podrška mogućoj intervenciji, u Beogradu je zavladala ratna psihoza: većina zemalja evakuirala je veći dio diplomatskoga osoblja i sve članove obitelji govori o strahu od srpske odmazde u slučaju NATO-ova napada. Treći sastanak Richarda Holbrookea s Miloševićem u tri uzastopna dana trajao je gotovo četiri sata. Izvori bliski pregovaračima objavili su ranije da Holbrooke nije ostvario napredak u pokušaju da uvjeri Miloševića da okonča kosovski sukob i započne mirovne pregovore s predstavnicima kosovskih Albanaca.
Istodobno, OESS je odbio poziv Beograda da pošalje misiju za utvrđivanje činjenica na Kosovo jer je u pozivu stajalo da se unaprijed mora „utvrditi pozitivna evolucija stanja na Kosovu“, a to je toj organizaciji bilo neprihvatljivo. Miloševićeva Vlada ubrzo je naredila svim ministarstvima, javnim službama i ustanovama hitno poduzimanje najenergičnijih mjera za povećanje sigurnosti i obranu zemlje. U priopćenju objavljenom u Beogradu navodi se da vlada posebno zahtijeva od elektronskih medija da „ne preuzimaju strane programe, kojima se širi strah, panika i defetizam te negativno utječe na spremnost građana za obranu zemlje“. Vlada je najavila donošenje odgovarajućih uredaba, posebno za područje prometa, energetike, telekomunikacija i informiranja, i sankcioniranje svih oblika nezakonitog ponašanja. Jugoslavenska vojska odlučila je premjestiti protubrodske rakete u tunele uzduž jugoslavenske obale, a premjestila je i protuzračne rakete i protuzračno topništvo. Učinkovitost nekih raketnih sustava SRJ je poboljšala uz pomoć ruske tehnologije. Vojni zrakoplovi MiG-29 razmješteni po bunkerima širom zemlje kako bih se učinilo što težim metama.
Prema raznim izvorima, Sjevernoatlantski savez okupio je oko 430 borbenih zrakoplova, od kojih je 60 % američkih, kako bi se suprotstavio zračnim snagama Beograda u slučaju mogućega vojnog sukoba. Osim njih najveći broj zrakoplova dale su Francuska, Velika Britanija i Njemačka. Nizozemska je dala 14 zrakoplova F-16 Fighting Falcon, Belgija deset i Norveška osam, Španjolska četiri bombardera F18 i jedan transportni zrakoplov, a Portugal tri F-16 i jednu fregatu. Danska je dala četiri F-16, a Kanada šest lovaca CF18.

## NATO intervencija
Masakr u Račku je označio prekretnicu u ratu jer je Međunarodna zajednica izgubila strpljenje s Miloševićevom agresivnom politikom i odlučila vojno intervenirati kako bi se spriječila daljnja eskalacija nasilja na Balkanu. Clintonov Ministar obrane William Cohen je održao govor u kojem je izjavio da je ovo "borba za pravdu nad predstojećim genocidom". NATO dužnosnici su potom zaprijetili da će započeti vojnu intervenciju ako se Vojska Jugoslavije ne povuče iz Kosova i dopusti da se mirovne snage rasporede tamo. Madeleine Albright je također snažno zagovarala dogovor i vršila pritisak na obje strane kako bi bio prihvaćen kompromis koji bi završio sukob.
Richard Holbrooke sastao se posljednji put s Miloševićem u ožujku 1999. i ponudio mu zadnju šansu da prihvati ugovor u Rambouilletu, po kojem bi Kosovo dobilo natrag svoju autonomiju, OVK se razoružala a mirovne snage i NATO se rasporedili na to područje. Milošević je odbio, što je dovelo do NATO-ovog bombardiranja SRJ, koje je trajalo 78 dana, od 22. ožujka do 11. lipnja 1999. Borbeni zrakoplovi većinom su agirali iz baza u Italiji i na Jadranskom moru. 
25. ožujka 1999. NATO je ponovno, oko 3.00 sata ujutro, napao ciljeve u okolici Beograda. Jedan od glavnih ciljeva snažnog napada snaga NATO-a na šire područje Beograda jest zračna luka u Batajnici, priopćila je jugoslavenska Služba za promatranje i obavještavanje. Na udaru drugog vala zračnih napada su vojni ciljevi, javljaju beogradski mediji. Gađane su općine Voždovac, Grocka, područje Pančeva, te ponovno tvornica zrakoplova Utva, zatim područje Kovina i Kačareva, prenose beogradski mediji. Zamjenik britanskoga premijera John Prescott izjavio je da će NATO nastaviti napade na ciljeve u Jugoslaviji: „NATO je snažno udario i nastavit će snažno udarati sve dok ne postigne svoje vojne ciljeve. Ono što će se nakon toga dogoditi, zavisi od jugoslavenskoga predsjednika Miloševića.“
Jedan je vojnik poginuo, a trojica su ranjena tijekom zračnog napada NATO-a 24. i 25. ožujka na ciljeve u Crnoj Gori, javili su crnogorski mediji. Zrakoplovi NATO-a bombardirali su nekoliko vojnih ciljeva u Crnoj Gori: nekoliko bombi palo je na vojni aerodrom kod Podgorice. Zrakoplovi NATO-a gađali su jedan vojni objekt kod Danilovgrada, udaljen dvadesetak kilometara od Podgorice. Prema neovisnim medijima, zrakoplovi NATO-a gađali su i vojne ciljeve između Bara i Ulcinja i između Budve i Sutomora. Pomoćnik ministra policije Crne Gore Vuk Bošković izjavio je da su snage NATO-a napale isključivo vojne ciljeve.
Tijekom istih zračnih napada NATO-a, srbijanska policija uhitila je u Beogradu nekoliko novinara, među kojima četiri novinara američke televizijske postaje CNN-a, objavio je CNN. Novinari drugih medija također su u zatočeništvu, ali im je rečeno da će ubrzo biti pušteni na slobodu, prenio je CNN. CNN i još dvije televizijske postaje objavile su jučer da im je srbijanska televizija odbila dopustiti da se koriste svojim tehničkim sredstvima za prijenos televizijskih izvješća. Policija je pustila 30-ak zapadnoeuropskih novinara uhićenih noć prije, 24. ožujka, a jedan je novinar zadržan u pritvoru, objavio je novinar australske televizije. TV-kamermani i fotografi pokušavali su snimiti zračne napade s krova hotela Hyatt kad su ih srpski policajci okružili i odveli u policijsku postaju u Novom Beogradu. Izvjestitelj australske televizije, Greg Wilesmith novinaru Reutersa telefonom je rekao kako je srpska policija nakon dvoipolsatnog ispitivanja pustila 30-ak zatočenih novinara, ali je u pritvoru zadržala jednog. Policija nije objasnila zašto su novinari uhićeni, rekao je Wilesmith.
Sirene za zračnu opasnost ponovno su se oglasile ujutro 25. ožujka u 9.35 sati u Beogradu i u Nišu. Prestanak zračne opasnosti tijekom noći označile su sirene jutros u 5,25. Građani su imali malo vremena da izađu iz skloništa i da se odmore. Centar za obavještavanje poziva građane da se ponovno vrate u skloništa i da poštuju sve upute o ponašanju u slučaju zračnih napada. Ministar prosvjete Jovo Todorović donio je odluku o proljetnom odmoru za škole i fakultete koji će trajati do 2. travnja. Istodobno, sankcije i sve veća izolacija počele su sve teže djelovati na Srbiju: Auto-moto savez Jugoslavije priopćio je 25. ožujka da se gorivo više ne može nabaviti u slobodnoj prodaji, već će se distribuirati prioritetnim vozilima po posebnom režimu.
26. ožujka NATO savez je nastavio sa zračnim udarima te gađao isključivo vojne ciljeve, objekte na vojnom uzletištu kod Podgorice, radarske sustave na Radovču, također kod Podgorice, skladište oružja kod Danilovgrada i vojarnu kod Ulcinja. Javljeno je da su na meti snaga NATO-a bile i neke radarske instalacije kod Tivta. Područje Kraljeva potreslo je dvadesetak eksplozija, a pogođen je objekt unutar vojarne u Nišu. Na Kosovu je odjeknulo petnaestak eksplozija, uglavnom sjeverno od Prištine. Dvije eksplozije odjeknule su u središtu Kosovske Mitrovice, na sjeveru Kosova. NATO je projektilima i borbenim zrakoplovima napao vojne ciljeve diljem Jugoslavije, pogodivši zračne luke, vojarne i središta zračne obrane. Velika vojarna u Uroševcu na jugu Kosova, koju vojska Jugoslavije koristi u vojnoj kampanji protiv kosovskih Albanaca, teško je bombardirana, navode očevici. Postoje Službena jugoslavenska novinska agencija Tanjug izvijestila je da su u drugom po veličini srpskom gradu, Nišu, pogođene zračna luka i vojarne. Ostale mete uključuju odašiljač srpske televizije na brdu Jastrebac, 200 km južno od Beograda, i vojno komunikacijsko središte na brdu Bukulja, 70 km jugozapadno od glavnoga grada. Ključna jugoslavenska baza specijalnih postrojbi u Hajvaliji na Kosovu u potpunosti je uništena u zračnim napadima NATO-a s velikim brojem žrtava, doznaje se iz zapadnih vojnih izvora.
Glasnogovornik Pentagona Kenneth Bacon izjavio je: „Sve više usredotočavat ćemo se na naš osnovni cilj, a to je umanjivanje sposobnosti jugoslavenskih snaga da napadaju i teroriziraju kosovske Albance“. Savjetnik američkog predsjednika Billa Clintona za sigurnost Sandy Berger rekao je novinarima u Bijeloj kući da se srbijanska ofenziva na Kosovu malo pojačala i da je srbijanska vojska izvela i nekoliko topničkih napada i na Albaniju.
Crnogorski predsjednik Milo Đukanović kritizirao je 24. ožujka „politiku sukoba s cijelim svijetom“ koju vodi jugoslavenski predsjednik Milošević. Đukanović je zatražio od Miloševića da prekine svoju politiku koja stvara nevine žrtve i prijeti opstanku zajedničke države Jugoslavije. Istodobno je pozvao međunarodnu zajednicu da se suzdrži od novih napada na Jugoslaviju jer problem Kosova nije moguće riješiti silom. Kina i Rusija pozvali su pak na prekid vojnih operacija NATO-a na Jugoslaviju.
Tijekom 10 tjedana bombardiranja Srbije, NATO zrakoplovi izveli su 38,000 borbenih misija, većinom napadajući vojna postrojenja i skladišta oružja Srbije u gradovima Beograd, Niš i Novi Sad. Istodobno, srpska vojska pojačala je napade po Kosovu. Tako se 25. ožujka odigrao Masakr u Velikoj Kruši, u kojem je ubijeno 44 albanskih civila, 26. ožujka Masakr u Suvoj Reci u kojem je srpska policija smaknula 48 albanska civila, sve pripadnika obitelji Berisha a 28. ožujka dogodio Masakr u Izbici, u kojem je ubijeno 120 Albanaca, navodno sve civili. 27. travnja dogodio se vjerojatno najveći pokolj, onaj u Meji, u kojem je ubijeno preko 200 Albanaca.
Rusija se protivila vojnoj akciji, ali nije ništa poduzela kako bi stala na stranu Miloševića. Nakon odlaska OESS-a s Kosova 20. ožujka, razina incidenata i samovoljnih ubijanja je dramatično porasla. Istog dana Vojska SR Jugoslavije i policija su ušle u selo Trnava (Podujevo) i počeli granatirati kuće. Dok su ljudi bježali, granata je pogodila traktor. Kotlina, područje 6 km jugozapadno od Kačanika, je napadnuto 24. ožujka: selo je prvo raketirano topništvom, a onda je Vojska SR Jugoslavije upala s tenkovima. Otprilike 500 žene i djece je poslano kamionom u Kačanik. 22 leševa je pronađeno u dva bunara. Navodno od tih 22 žrtava bilo 11 nenaoružanih OVK boraca u civilnoj odjeći.
26. ožujka dva jugoslavenska MiG-29 su poletjela iz Batajnice u potjeri za jednim NATO-vim borbenim zrakoplovom koji je iz Srbije letio u smjeru Bosne. Jednom kada su prešli granicu, u zasjedi su se pojavila dva američka F-15. Oba MiG-a je oborio zapovjednik Jeff Hwang. Jedan Migov pilot, Slobodan Perić, izbjegao je jednu raketu, ali ga je druga pogodila. Ipak, na vrijeme je izletio iz aviona i padobranom se spustio na tlo, gdje je prošvercan natrag u Srbiju uz pomoć policije Republike Srpske. Drugi pilot, Zoran Radosavljević, nije uspio napustiti MiG na vrijeme te je poginuo.
Jedan od bizarnijih pokušaja Miloševića da izađe iz krize dogodio se 12. travnja, kada je jugoslavenski parlament prihvatio vladinu odluku o pristupanju Beograda Savezu Rusije i Bjelorusije. Milošević je istodobno poslao pismenu poslanicu predsjedniku Jeljcinu, koju je Miloševićev brat u Moskvi, Borislav, predao ruskom Ministarstvu vanjskih poslova. U njoj se službeno traži primanje Jugoslavije u Savez Rusije i Bjelorusije. Ipak, Moskva nije pristala na ideju, naglasivši da bi se "prvo trebala razriješti situacija na Kosovu".
23. travnja NATO raketa je pogodila zgradu Radio televizije Srbije te na 24 sata prekinula emitiranje programa, navodno zbog propagandnih poruka Miloševićevog režima. Tom prilikom poginulo je šesnaestoro zaposlenih u RTS-u.
7. svibnja dogodio se još jedan incident kada je NATO bombardirao kinesko veleposlanstvo u Beogradu, gdje su poginula tri kineska novinara, što je izazvao snažan prosvjed Pekinga. NATO se ispričao, navevši da je za sve kriva zastarjela karta grada te da veleposlanstvo nije pogođeno namjerno. NATO je bombardirao zatvor Dubrava (grad Istok) 19. svibnja, te još jednom 21. svibnja, zbog čega je poginulo oko 19 albanskih zatvorenika. Drugi su pak pokušali pobjeći usred kaosa. 22. svibnja, oko 1.000 zatvorenika je dovedeno u zatvorsko dvorište, gdje je na njih otvorena vatra od stražara, u kojoj je ubijeno najmanje 70 zatvorenika.

## Završetak intervencije
Nakon nekoliko tjedana vojne kampanje, Vojska Jugoslavije se i dalje odbijala povući s Kosova, tako da je 28. svibnja Tony Blair odletio u Washington te se savjetovao s Billom Clintonom oko moguće kopnene ofenzive na Srbiju, iako je upozorio da bi trebalo mjesecima dok se skupi dovoljno vojnika za to. Iako su srpski vojnici postavili makete tenkova kako bi zavarali NATO, štete su ipak bile sve veće, pri kraju su se počele bombardirati i energetske stanice u Beogradu, tako da je Milošević na kraju prihvatio uvjet povlačenje Vojske Jugoslavije i ulazak KFOR-a na Kosovu. Time je 11. lipnja službeno završila NATO-ova kampanja i rat. Oko 750.000 protjeranih Albanaca moglo se potom vratiti natrag na Kosovo, ali je oko 100.000 Srba od straha napustilo to područje.
Intervencijom NATO snaga, Vojska Jugoslavije se povukla iz Kosova, iako je ono ostalo dijelom Srbije. Međutim, 10 godina kasnije, Kosovo je proglasilo neovisnost, a priznalo ga je više od 100 država članica UN-a, što je i dalje predmetom raznih kontroverzi.

## Operacija Milosrdni anđeo
Milosrdni anđeo je izmišljeni termin kojim je Miloševićeva propaganda nazivala NATO-ovo bombardiranje SRJ. NATO nikada nije rabio ovaj naziv, a vojna intervencija zapadnog saveza protiv SR Jugoslavije iz 1999. zvala se Operacija Saveznička sila (engl. Operation Allied Force).
Tadašnja srpska vlast izmislila je ovaj termin da bi mobilizirala ljude za borbu protiv NATO-a. Iako nije točno utvrđeno tko je smislio pojam "Milosrdni anđeo", neki smatraju da je skovan na početku NATO-vog bombardiranja u "Saveznom sekretarijatu za informiranje", kojim je tada upravljao ministar bez portfelja Goran Matić.
Ovaj se pojam svojim cinizmom pokazuje kao izvrstan anti-NATO i antizapadni mobilizator i dan danas. Pojam "Milosrdni anđeo" često je prisutan u srpskim medijima i literaturi, govorima političara, crkvenim krugovima, pa čak i školskim udžbenicima.

## Vanjske poveznice
- Operacija Saveznička sila NATO
- Civilne smrti tijekom NATO bombardiranja Human Rights Watch
- NATO-ovi gubici prema službenom izvješću Jugoslavenske vojske
- Dokumentirani gubici helikoptera NATO